# Philip Rees
Philip Rees és un escriptor, editor i bibliotecari, encarregat d'adquisicions a la J. B. Morrell Library de la Universitat de York. Ha escrit llibres sobre feixisme i l'extrema dreta.

## Obres
- Fascism in Britain Harvester Press; Humanities Press, 1979, ISBN 0-391-00908-7
- Fascism and Pre-fascism in Europe, 1890-1945: A Bibliography of the Extreme Right Harvester Press; Barnes & Noble, 1984, ISBN 0-389-20472-2
- Biographical Dictionary of the Extreme Right Since 1890 Simon & Schuster, c1990, ISBN 0-13-089301-3